# マイケル・スタイプ
ジョン・マイケル・スタイプ (John Michael Stipe, 1960年1月4日 - ) は、アメリカ合衆国のオルタナティヴ・ロック・バンド、R.E.M.のリード・ヴォーカリストである。
「Q誌の選ぶ歴史上最も偉大な100人のシンガー」において第42位。

## 来歴・人物
スタイプはジョージア州Decaturにて生まれた。彼の父親は米陸軍で、少年期は家族で西ドイツ、テキサス州、イリノイ州、アラバマ州、ジョージア州を転々とした。スタイプは1978年にイリノイ州Collinsvilleのハイスクールを卒業。ジョージア大学アセンズ校に進学して芸術を専攻し、写真と絵画を学んだ。
1980年、大学在学中にスタイプはレコード店にてピーター・バックと出会い、親交を持ち、楽曲制作に没頭する。後にビル・ベリー、マイク・ミルズが合流し、R.E.M.の結成に至った。
4人はバンドの活動に専念するため大学を中退した。そして、Hib-Toneよりシングル "Radio Free Europe" をリリース。カレッジ・ラジオでヒットしたことによりI.R.S.との契約にこぎつけ、1982年、ミニ・アルバム "Chronic Town" でメジャー・デビュー。翌年、初のフル・アルバム "Murmur" を発表。批評家から広く評価され、ローリング・ストーン誌の人気投票の批評家部門ではマイケル・ジャクソンの『スリラー』を抑えて年間アルバム賞を受賞した。
2008年の『Spin』マガジンにおけるインタビューでゲイであることをカミングアウトした。